# Амуссуви, Огюстен
Огюстен Амуссуви (фр. Augustin Amoussouvi; род. 26 ноября 1981) — бенинский шоссейный велогонщик.

## Карьера
С 2002 года неоднократно стартовал на Тур дю Фасо, которая с 2005 года проводится в рамках Африканского тура UCI. В 2002 году выиграл Тур Ганы. 
Начиная с 2007 года пополнял своё послужной список стартами в рамках Африканского тура UCI на Гран-при Шанталь Бийя, Туре Кот-д’Ивуара и Туре Сенегала.
В сентябре 2008 года занял третье место на последнем 12-м этапе Тур де л’эст интернациональ в Кот-д’Ивуаре.
В 2010 году на чемпионате Бенина стал чемпионом в индивидуальной гонке и третьим в групповой гонке. В 2012 году выиграл национальную гонку Grand Prix de Cotonou. В 2014 году стал чемпионом Бенина в групповой гонке.
На Тур дю Фасо 2015 года, занимая последнее место в общем зачёте почти после всех этапов, получил прозвище философ тура.
В июне 2018 года стал третьим на чемпионате Бенина в групповой гонке, проходившем в Глазуэ. А в сентябре занял 18-е место и стал лучшим бенинским гонщиком на Туре Кот-д’Ивуара.
В 2019 году принял участие в Африканских играх 2019, проходивших в Рабате (Марокко), где выступил в групповой и командной гонках.
Несколько раз выступал на чемпионате Африки.

## Достижения
2002
Тур Ганы
2010
 Чемпион Бенина — индивидуальная гонка
3-й Чемпионат Бенина — групповая гонка
2011
3-й на Grand Prix de l'Indépendance internationale du Bénin
2012
Grand Prix de Cotonou
2014
 Чемпион Бенина — групповая гонка
2018
3-й Чемпионат Бенина — групповая гонка

## Рейтинги
| Год                 | 2019  |
| ------------------- | ----- |
| Африканский тур UCI | 131-й |
|                     |       |
| Источник: UCI       |       |